# Duroniella laurae
Duroniella laurae är en insektsart som först beskrevs av Bormans 1885.  Duroniella laurae ingår i släktet Duroniella och familjen gräshoppor. Inga underarter finns listade i Catalogue of Life.